# NGC 3305
NGC 3305 és una galàxia el·líptica situada aproximadament a 190 milions d'anys llum a la constel·lació de l'Hidra Femella. La galàxia va ser descoberta per l'astrònom John Herschel el 24 de març de 1835. NGC 3305 és un membre del cúmul d'Hidra.